# Pogańske gwary z Narewu
Pogańske gwary z Narewu (deutsch Pagane Dialekte am Narew, von einigen Forschern auch Polnisch-Jatwingisches Wörterverzeichnis, Jatwingisches Wörterverzeichnis oder Sinow-Wörterverzeichnis genannt) ist der Titel einer seit 1982 der Fachwelt bekannt gewordenen Wortliste mit Übersetzungen von 215 Wörtern vom Polnischen in eine untergegangene baltische Sprache. Trotz der mysteriösen, spektakulären Umstände ihrer Entdeckung wird sie von der Fachwelt mehrheitlich als authentisch eingeschätzt. Das wiedergegebene baltische Vokabular ist wahrscheinlich das bisher umfangreichste Textfragment der um das 17. Jahrhundert ausgestorbenen jatwingischen Sprache, wenn auch mit einigen äußeren Einflüssen.

## Fundumstände
Im Sommer 1978 erwarb  Wjatscheslaw Sinow (* 1960, belarussisch Вячаслаў Зінаў, Wjatschaslaŭ Zinaŭ), ein jugendlicher Hobby-Sammler von Antiquitäten und antiquarischen Büchern aus Brest (damals Belarussische Sozialistische Sowjetrepublik, Sowjetunion, heute Belarus), im Dorf Nowy Dwor/Rajon Pruschany im Norden des belarussischen Teils des Belowescha-Nationalparks zu einem erschwinglichen Preis von einem Bauern ein altes Gebetsbüchlein. 
Weil es in lateinischer Sprache gedruckt wurde, muss es in dieser Region zur Zeit der politischen und religiös-katholischen Vorherrschaft Polen-Litauens zwischen dem 16. Jahrhundert (Ausbreitung des Buchdrucks nach Polen-Litauen) und dem späten 18. Jahrhundert (Teilungen Polens) entstanden sein. Dort fand sich auf den letzten Seiten unter der Überschrift Pogańske gwary z Narewu eine handschriftlich eingeschriebene Wortliste mit Übersetzungen vom Polnischen in eine unbekannte baltische Sprache. Weil das alte Manuskript kaum noch lesbar war, übertrug es Sinow in sein Notizheft. Kurz darauf wurde Sinow zum Wehrdienst in der Sowjetarmee eingezogen (1978–1980). In dieser Zeit durchsuchten seine Eltern, unter den Bedingungen des staatlich erzwungenen Atheismus in der Sowjetunion (siehe Gottlosenbewegung) besorgt über die religiösen Interessen ihres Sohnes, seine Sammlung und verbrannten alle religiösen Objekte im Ofen, darunter auch das Gebetsbüchlein.
Im Jahr 1982 präsentierte Sinow seine Umschrift im Notizheft dem Baltistik-Professor Zigmas Zinkevičius an der Universität Vilnius, damals Litauische Sozialistische Sowjetrepublik, der sie trotz der mysteriösen Fundumstände als glaubwürdig und authentisch einstufte und in den 1980er und 1990er Jahren Kongresse und Publikationen organisierte, um die Fachwelt auf dieses wahrscheinlich größte Fragment der untergegangenen jatwingischen Sprache aufmerksam zu machen.

## Entstehungsindizien, Sprachmerkmale, wissenschaftliche Bewertung
Die Ausgangssprache der Wortliste ist Polnisch mit einigen belarussischen Einflüssen. Zinkevičius vermutet, dass der ursprüngliche Autor ein regionaler polnisch-katholischer Priester war, der die Notiz irgendwann zwischen dem späten 15. und dem frühen 17. Jahrhundert in sein Gebetbuch schrieb, weil er versuchte, eine regionale heidnische/pagane Restbevölkerung sprachlich zu erreichen. Das die Region beherrschende Großfürstentum Litauen konvertierte nach langem Widerstand gegen die Christianisierung erst 1386 als letzter großer europäischer Staat zum Christentum. Letzte ländliche heidnische/pagane Restgruppen existierten wohl noch bis ins frühe 17. Jahrhundert.
Die übersetzten Wörter kommen aus einer peripheren baltischen Sprachform mit einigen altertümlichen Merkmalen (wie dem Erhalt von altbaltisch /ē/ statt litauisch /i/; /z/ und /s/ statt litauisch /ž/ und /š/; Erhalt von altbaltisch *a, wie in nasis = ‚Nase‘, statt litauisch nosis; Erhalt des Neutrums auf -o; Erhalt der Verbalendung im Infinitiv auf -t(i)/-d(i)) und einigen spezifischen Merkmalen (wie /k/-->/t/, bei teter = ‚vier‘, statt litauisch keturi; Diphthong /ei/-->/i/ oder /e/; /ē/-->/ī/; Wegfall einiger Anlaute). Von der Lexik sind 11 % der Wörter allen baltischen Sprachen gemeinsam, 9 % sind nur aus der verwandten westbaltischen Sprache Altpreußisch bekannt, 20 % dagegen aus ostbaltischen Sprachen, meistens aus dem Litauischen, 28 % sind in Wurzel und Struktur eindeutig als baltisch erkennbar, aber nicht aus anderen baltischen Sprachen bekannt. Einige Wörter ließen sich nur mit ganz anderen archaischen indogermanischen Sprachen, wie Altarmenisch oder Altindisch, wiedererkennen, wobei sprachgeschichtlich häufige Bedeutungsverschiebungen auftraten. Außerdem existieren in der Liste drei polnische Lehnwörter sowie 20 Germanismen aus einer dem Deutschen nahestehenden Dialekt- oder Sprachform (wie hantus = ‚Hand‘, augi = ‚Augen‘, monda = ‚Mond‘, wurc = ‚Wurzel‘). Überraschenderweise stammt sogar mehr als ein Wort aus finno-ugrischen Sprachen, speziell aus dem Altungarischen. Magyaren durchstreiften vor der „ungarischen Landnahme“ die Region im Frühmittelalter entfernt im Süden.

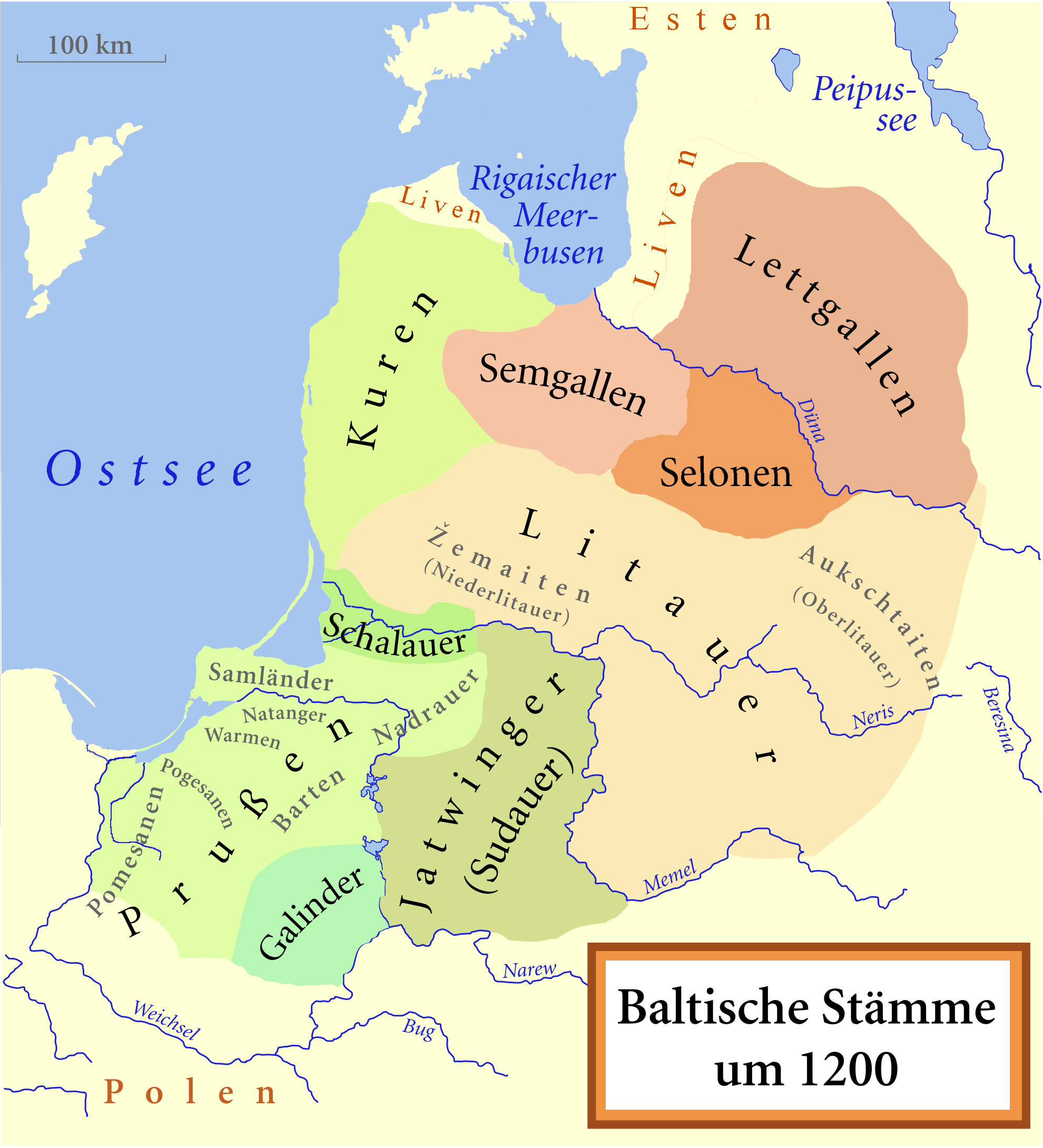
Ungefähre Ausbreitung der baltischen Stammesverbände um 1200, jeder von ihnen hatte eine eigene baltische Sprache, darunter die Jatwinger mit dem Narew im Süden des Gebietes.

Aufgrund dieser sehr speziellen Merkmale geht die ganz überwiegende Mehrheit der Experten davon aus, dass es sich bei der Wortliste nicht um die Fälschung eines Jugendlichen oder eines dahinter stehenden sehr versierten Fälschers handeln kann. Vermutlich gehört sie zu einer regionalen Restgruppe von Sprechern der jatwingischen Sprache, die sich aber allmählich dem Litauischen annäherten. Das Siedlungsgebiet der westbaltischen Jatwinger reichte bis ins Hochmittelalter im Süden bis zum Narew. Außerdem ist historisch überliefert, dass einige Jatwinger und Prußen seit dem 13. Jahrhundert vor der gewaltsamen Zwangschristianisierung durch den Deutschen Orden ins noch bis ins 14. Jahrhundert Widerstand leistende Großfürstentum Litauen flüchteten und in der litauischen Bevölkerung aufgingen.
Die Mehrheit der Baltisten klassifiziert die Wortliste als bisher umfangreichstes Sprachdenkmal der sonst nur über Toponyme, Lehnwörter und aus dem Sudauer Büchlein bekannten jatwingischen Sprache (deutsch auch „sudauische Sprache“ genannt) mit deutlichen litauischen Einflüssen. Der Indogermanist Wolfgang P. Schmid klassifiziert die baltische Sprache dagegen aufgrund der breiteren litauischen Merkmale schon als litauischen Dialekt mit einigen jatwingisch-westbaltischen Restmerkmalen oder Einflüssen. Die Germanismen in der Lexik identifizierte er dagegen nicht als Einflüsse der deutschen Sprache, sondern des Jiddischen, im nordostjiddischen (litauischen) Dialekt. Die paganen Anwohner des oberen Narew hätten demnach schon länger in Sprachkontakt mit jüdisch-aschkenasischen Schtetl-Bewohnern der Umgebung gelebt.
Nach der Zusammenfassung von Pietro U. Dini in seinem Standardlehrbuch baltischer Sprachen (siehe unten, zuletzt überarbeitet 2014) gab es aufgrund der dubiosen, verdächtigen Entstehungsumstände der Wortliste immer wieder Zweifel an ihrer Echtheit. Argumente für diese Skepsis waren neben der Überlieferung auch die 28 % baltisch wirkender, aber unbekannter Wörter (60 Wörter), die finno-ugrischen/altungarischen Einflüsse und einzelne phonetische Inkonsistenzen, die Befürworter aber als vereinzelte Abschreibfehler Sinows oder Hörfehler des ursprünglichen Autors vermuten. Alle renommierten Linguisten und Baltisten, die das Vokabular intensiver erforschten, sprachen sich hingegen ohne Ausnahme für die Echtheit des Sprachdenkmals der jatwingischen Sprache aus. Das waren neben den erwähnten Experten Zigmas Zinkevičius, Wolfgang P. Schmid und Pietro U. Dini selbst auch die renommierten Baltisten Eugen Helimski, Wladimir Orjol, Michał Hasiuk und William Riegel Schmalstieg. Witczak (s. u.) ergänzt die belarussische Linguistin Tamara Sudnik und den lettischen Linguisten und Etymologen Konstantīns Karulis.
Später, im Jahr 2018, untersuchte der Polonist und Indogermanist Leszek Bednarczuk von der Jagiellonen-Universität Krakau die polnische Seite der Liste im Rahmen einer Erforschung historischer Dokumente in nordostpolnischen Randdialekten und kam zu dem Schluss, dass die 215 Wörter ein authentisches Dokument der polnischen Sprache im heutigen Belarus in der Frühen Neuzeit sind. Auch die Echtheit der jatwingischen Seite des Vokabulars befürwortete er erneut. Im Jahr 2019 verglich Krzysztof Tomasz Witczak, Professor für Linguistik an der Universität Łódź, das Vokabular mit Toponymen jatwingischer Herkunft und mit Lehnwörtern baltischer Herkunft in belarussischen Dialekten, welche fast immer aus der jatwingischen Sprache stammen. Dabei gelang es ihm, zwölf der 60 unbekannten Vokabeln zweifelsfrei als jatwingische Wörter zu identifizieren, neun durch Toponyme, drei durch baltische Lehnwörter im Belarussischen, und er betonte deutlich, dass die Wortliste keine Fälschung, sondern ein echtes Dokument der jatwingischen Sprache ist. Auch die finno-ugrischen Wörter erwiesen sich als glaubhaft. Linguisten konnten inzwischen in Toponymen, Lehnwörtern und wenigen Sprachdokumenten insgesamt 15 jatwingische Wörter wahrscheinlich finno-ugrischer, meistens wohl altungarischer Herkunft, herausarbeiten. Diese analysierte Witczak im Jahr 2020 noch einmal und konnte acht von ihnen eindeutig als jatwingische Wörter finno-ugrischer Herkunft bestätigen, fünf widerlegen, zwei weitere blieben ungeklärt. Es hat also einen altungarischen Einfluss auf das Jatwingische gegeben. Unter den bestätigten finno-ugrischen Wörtern war auch ein zweites Wort aus der Wortliste, die übrigen sechs Lehnwörter stammen aus anderen jatwingischen Sprachresten. Somit sind sich bisher alle Fachexperten, die das Vokabular genau erforschten, einig, dass es keine Fälschung ist.
Der Baltist Pietro U. Dini von der Universität Pisa hält es für möglich, dass es in Zukunft in der Region noch zu ähnlichen Funden von Sprachdenkmälern kommen könnte.

## Bilder der Wortliste
Auf den drei Seiten finden sich die ersten 205 Wörter von den nach Dini 215 Wörtern der handschriftlichen Liste:

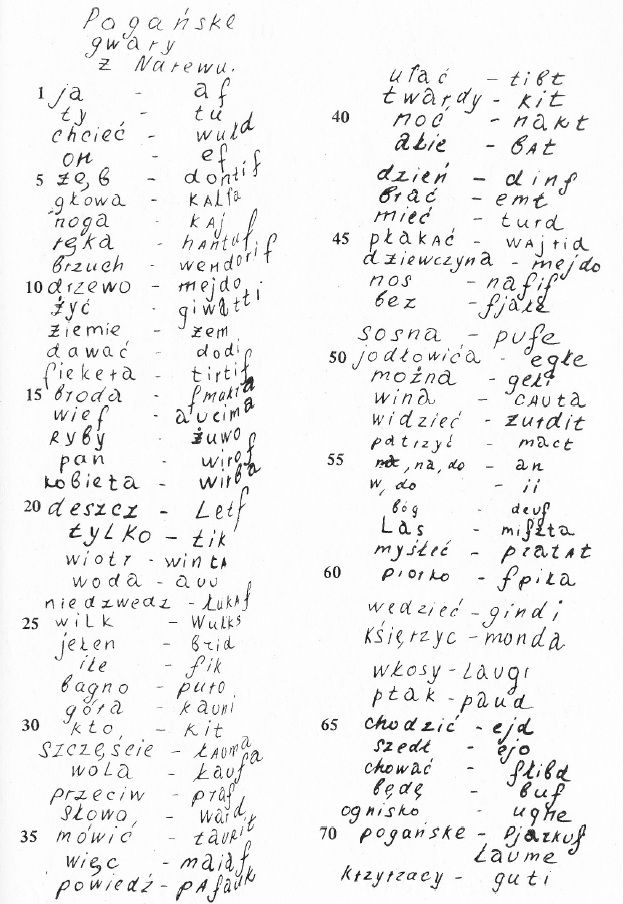
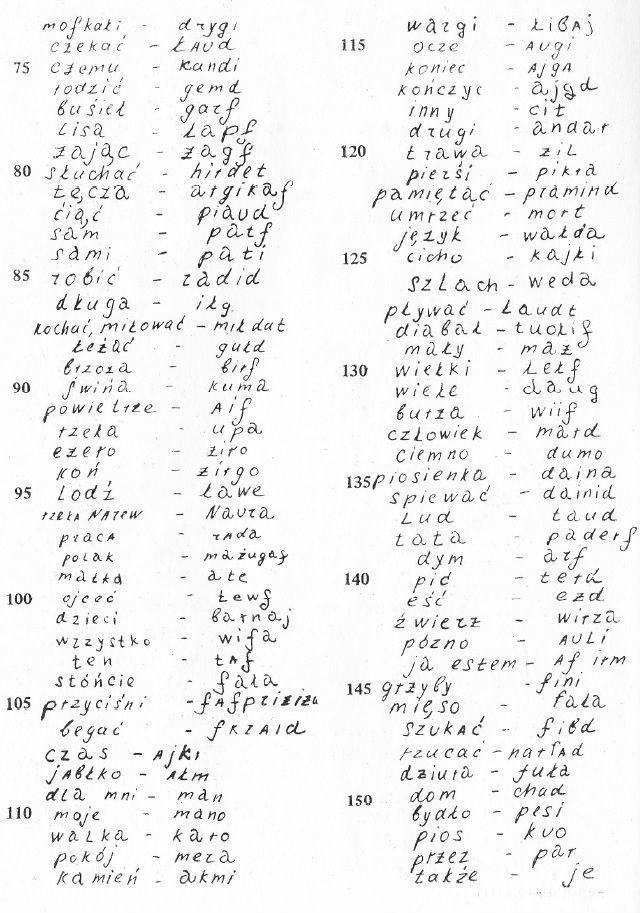
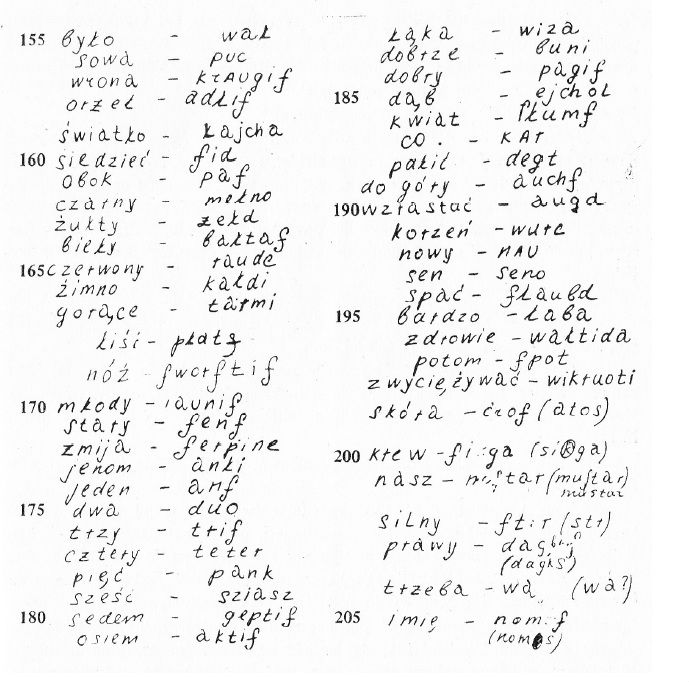